# بنر رکوردز
بنر رکوردز (انگلیسی: Banner Records) شرکت نشر موسیقی آمریکایی است، که در سال ۱۹۲۲ تأسیس شد.